# Grünstadt

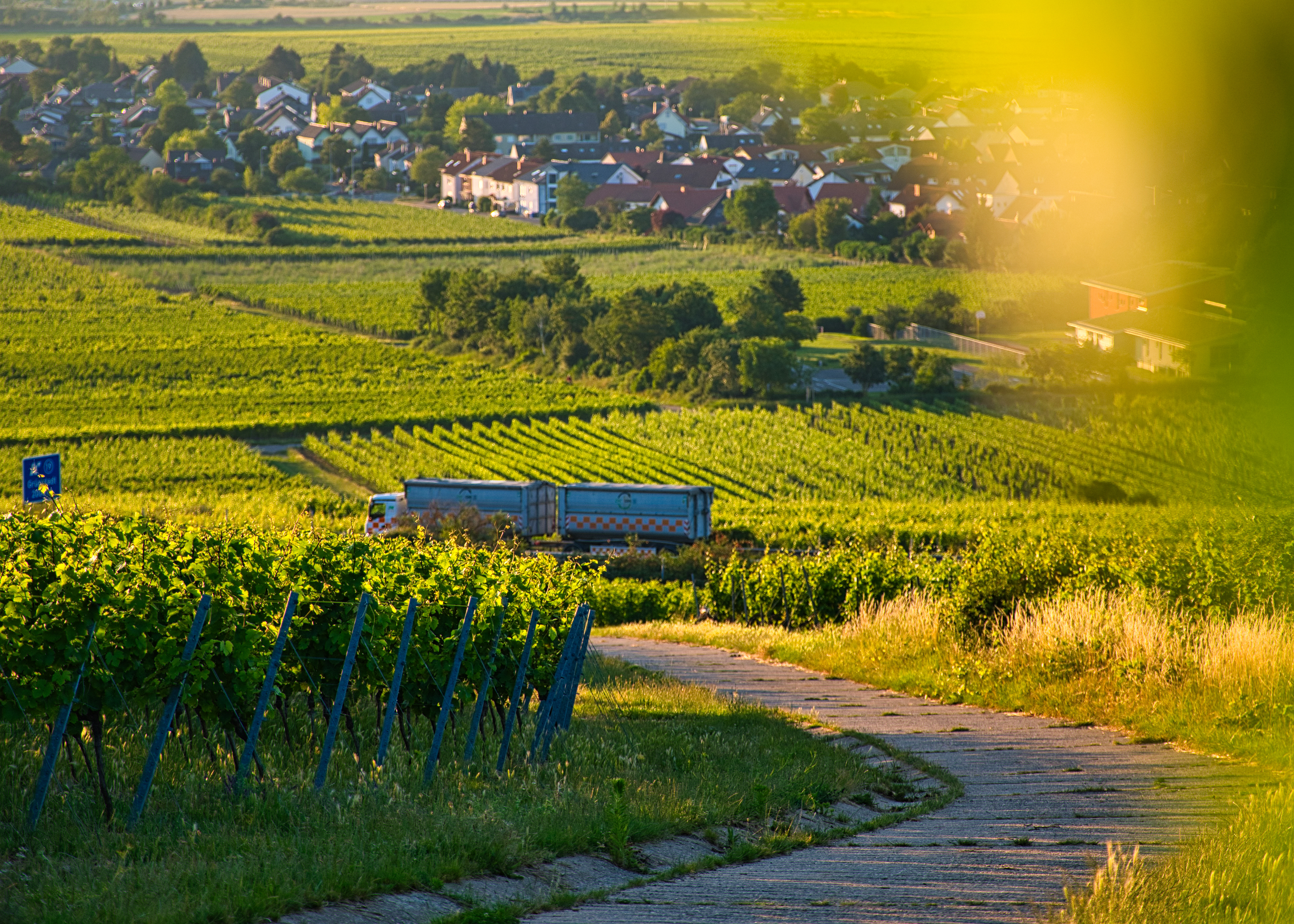
Blick auf Sausenheim

Grünstadt [ˈɡʀʏnʃtat] ist eine verbandsfreie Stadt im Landkreis Bad Dürkheim in Rheinland-Pfalz mit rund 14.000 Einwohnern. Sie ist Verwaltungssitz der Verbandsgemeinde Leiningerland, der sie selbst jedoch nicht angehört.

## Geographie

### Lage
Die Stadt liegt im Leiningerland innerhalb der Unterhaardt an der Nordgrenze des Pfälzerwaldes ungefähr zehn Kilometer nördlich von Bad Dürkheim an der Kreuzung zwischen der Deutschen Weinstraße und der A 6. Dabei geht die Landschaft fließend in das Alzeyer Hügelland über, das zum Rheinhessischen Tafel- und Hügelland gehört.

### Stadtgliederung
Neben Grünstadt selbst mit etwa 10.000 Einwohnern, gehören die Stadtteile Asselheim mit etwa 1300 Einwohnern und Sausenheim mit etwa 2300 Einwohnern zum Stadtgebiet. Außerdem existiert ein kleines Flurstück bei Carlsberg, das eine Exklave Grünstadts bildet. Nördlich von Grünstadt liegt weiter die Wüstung Bertolviswilre, die zur Abtei Otterberg gehörte.

### Erhebungen und Gewässer
Der Hausberg von Grünstadt ist der Grünstadter Berg samt seiner Flur Gemeindeberg. Dort, oberhalb des Ortsteils Sausenheim, fließt der recht ergiebige Queckbrunnen, von dem im 19. Jahrhundert eine Wasserleitung zur Steingutfabrik Grünstadt führte.
Unmittelbar östlich der Stadtbebauung entspringt der Floßbach, der in seinem Oberlauf die Bezeichnung Landgraben trägt. Nordöstlich des Stadtteils Sausenheim entsteht der nach Osten fließende Sausenheimer Graben. Der Eisbach fließt in West-Ost-Richtung durch Asselheim; dort nimmt er von links den Kützelsborn auf.

### Klima
Der Jahresniederschlag beträgt 529 mm.

## Geschichte

### Frühgeschichte bis zur ersten urkundlichen Erwähnung

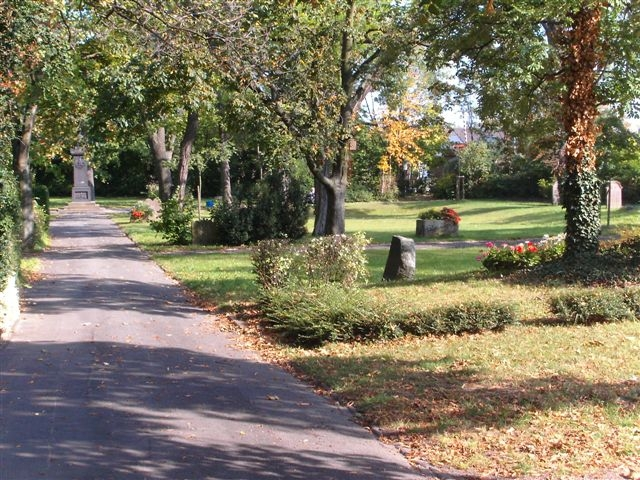
Beim Peterspark wurden seit römischer Zeit die Toten begraben. Dort befand sich auch die älteste Kirche.

Das Gebiet von Grünstadt ist uraltes Kulturgebiet. Im Stadtbereich haben bereits mittelsteinzeitliche Jäger aus der Zeit um 5000 v. Chr. ihre Spuren hinterlassen, ebenso Bauern der Jungsteinzeit um 2000 v. Chr. Aus der Bronzezeit (1500 bis 750 v. Chr.), der Hallstattzeit (700 bis 450 v. Chr.) und der Latènezeit (450 v. Chr. bis zur Zeitenwende) sind Siedlungsreste und vielfache Bodenfunde vorhanden.
In der Römerzeit bis zum Jahr 450 n. Chr. bestanden drei Ansiedlungen, eine davon nahe dem heutigen Peterspark. Sie ist eine der Keimzellen Grünstadts und war auch in der merowingischen und fränkischen Periode besiedelt. Dort hatten die Römer ihre Begräbnisstätte und die christlichen Franken übernahmen diese. Möglicherweise bestand hier ein römischer Burgus und eine Tempelanlage, die später zur Kirche wurde. An diesem Platz besaß jedenfalls bereits um 800 das elsässische Kloster Weißenburg eine Peterskirche mit Pfarrhof (wovon letzterer auf die Bedeutung des Ortes hinweist), einen Herrenhof mit großem Wirtschaftsgebäude und 14 Bauernhöfe.
Um die gleiche Zeit bestanden noch eine südliche Siedlung im Bereich der heutigen Martinskirche, die dem lothringischen Kloster Glandern (auch Lungenfeld genannt) im heutigen Longeville-lès-Saint-Avold gehörte, und vermutlich dazwischen auch eine mittlere Ansiedlung. Grünstadt entwickelte sich erst allmählich aus diesen drei Einzelsiedlungen. Eine davon – offenbar die südliche – ging auf einen fränkischen Sippenvorsteher mit Namen „Grimdeo“ oder „Grindeo“ zurück. Keinesfalls leitet sich der Stadtname von der Farbe „grün“ ab, wie aufgrund neuzeitlicher Sprachforschungen eindeutig nachgewiesen ist.

### 875 bis 1500

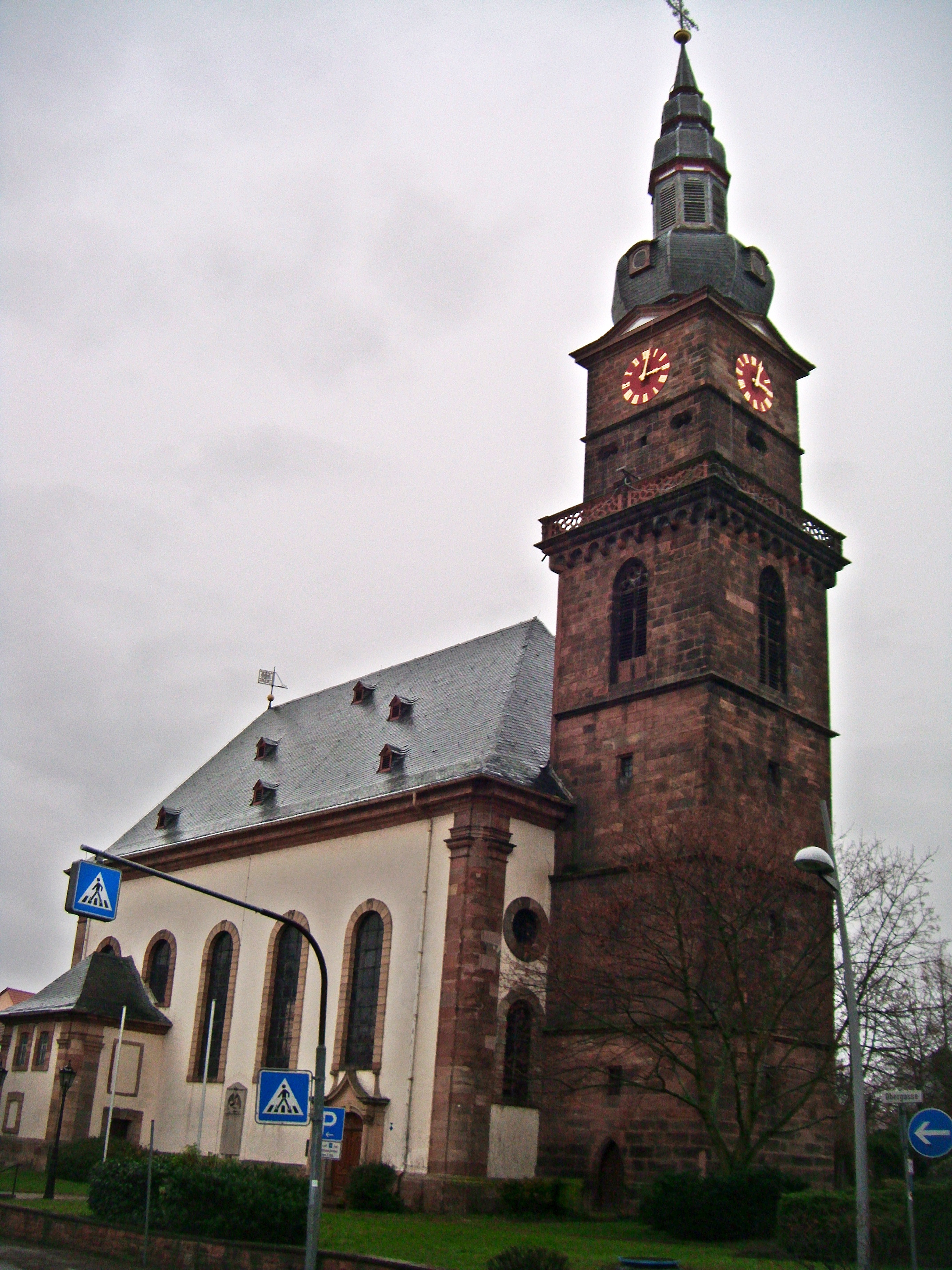
Die Martinskirche

Grünstadt – die Südsiedlung um St. Martin – wurde am 21. November 875 erstmals urkundlich erwähnt, als König Ludwig der Deutsche der Abtei Glandern bei Metz dieses Hofgut zurückerstattete. Die Örtlichkeit wird bereits in dieser Urkunde „Grinstat“ genannt und die Besitzrechte sind schon älterer Natur, da sie nur restituiert werden. Diese Siedlung war also wesentlich älter als jene Urkunde von 875, die nichts über den Baubestand aussagt. Es wird von einem Klosterhof mit kleiner Kirche ausgegangen, aus der sich über ein Benediktinerpriorat die mehrfach neu erbaute heutige protestantische Martinskirche mit Grablege des Hauses Leiningen-Westerburg entwickelte.
Etwa zeitgleich, um 900, ist auch die nördliche Siedlung des Klosters Weißenburg (beim heutigen Peterspark) in dessen Güterverzeichnis aufgeführt und sogar eingehend beschrieben mit dem schon erwähnten Besitzstand (Kirche, Pfarrhof, Herrenhaus und zahlreiche Gebäude), der bereits damals auf ein hohes Alter des Ortes schließen lässt. Die Siedlung verschwand später bzw. verlagerte sich nach Süden hin zu den beiden anderen. Die Peterskirche und der zugehörige Friedhof, deren Anfänge wohl schon aus römischer Zeit herrühren, blieben, trotzdem und obwohl sie weit außerhalb der späteren Stadt Grünstadt lagen, bis ins 19. Jahrhundert als religiöses Zentrum und Nekropole erhalten. Die mehr als 1000-jährige Kirche hat man 1819 abgebrochen, das alte Patrozinium „St. Peter“ ging dabei auf die Kapuzinerkirche (heutige kath. Pfarrkirche) über. Den Friedhof schloss man erst 1874 und wandelte ihn in den heutigen Peterspark um.
1155 wird Grünstadt in einer Urkunde von Kaiser Friedrich I. Barbarossa genannt, in der er dortige Güter dem Kloster Ramsen schenkt; Papst Honorius III. bestätigt 1218 dem Kloster Glandern den Besitz der Grünstadter Martinskirche; 1245 bescheinigt Papst Innozenz IV. dem Kloster Höningen seinen Besitz in Grünstadt. Um 1300 gab das Kloster Weißenburg seine Grünstadter Besitztümer den Grafen von Leiningen zum Lehen.

### 1500 bis 1700

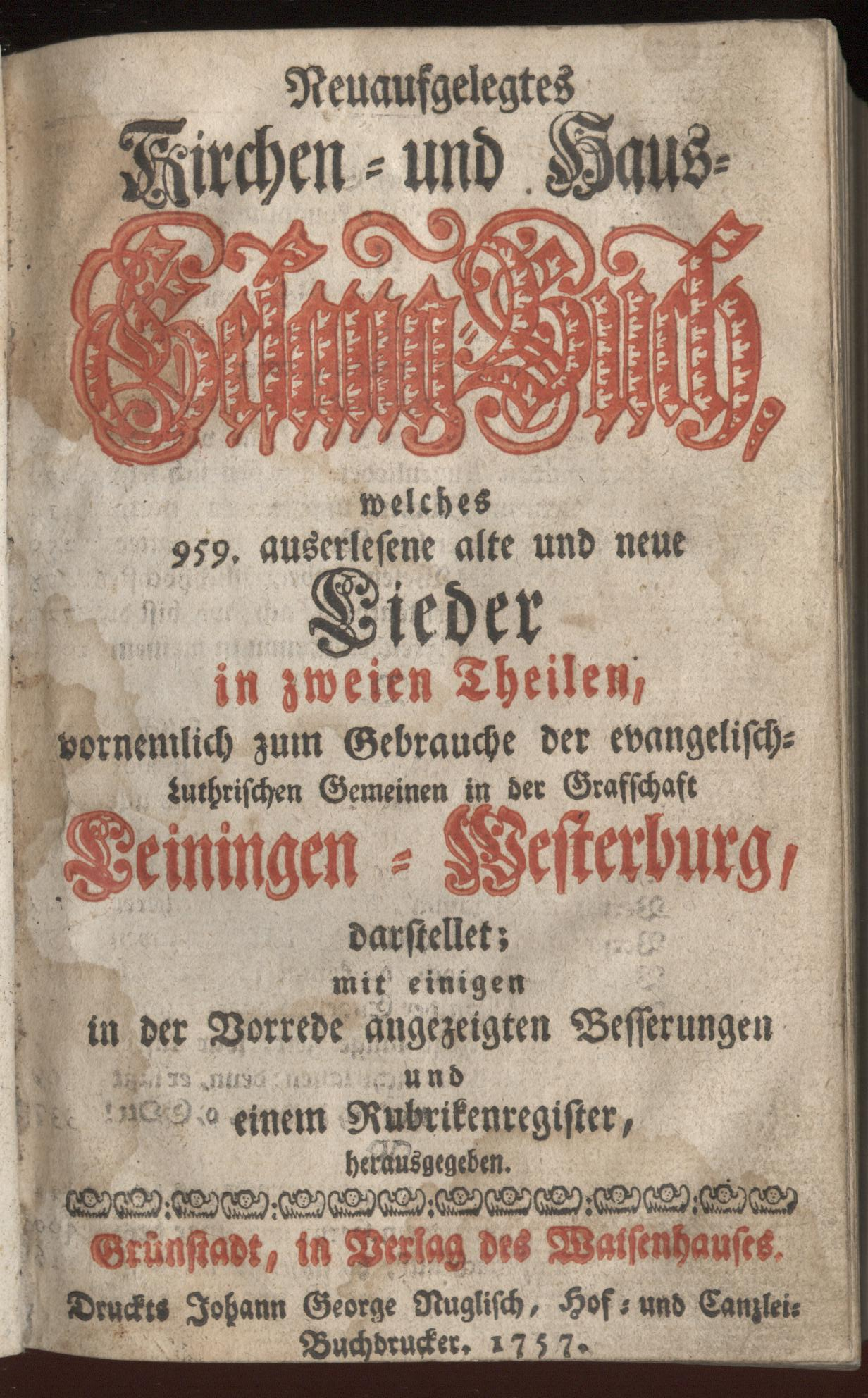
Lutherisches Gesangbuch, Grünstadt 1757

1481 bis 1505 gehörte Grünstadt zur Kurpfalz, dann wieder zu Leiningen, das 1549 auch den dortigen Besitz des Klosters Glandern (Südteil um die Martinskirche) als Lehen erhielt. Erst 1735 konnten die Leininger diesen ehemaligen Besitz des Klosters Glandern oder Lungenfeld als ihr Eigentum erwerben. 1556 verlieh Kaiser Karl V. der Gemeinde die Marktrechte, womit sie vom Dorf zum Marktflecken aufstieg. Im Jahr zuvor hatte Graf Philipp I. von Leiningen in seiner Grafschaft das lutherische Bekenntnis verpflichtend eingeführt und die übrigen christlichen Konfessionen (Katholiken und Reformierte) verboten. 1573 übernachtete Heinrich III. von Frankreich, damals noch König von Polen, in Grünstadt.
1596 und 1597 wütete in Grünstadt die Pest, woran in kurzer Zeit über 250 Einwohner starben.

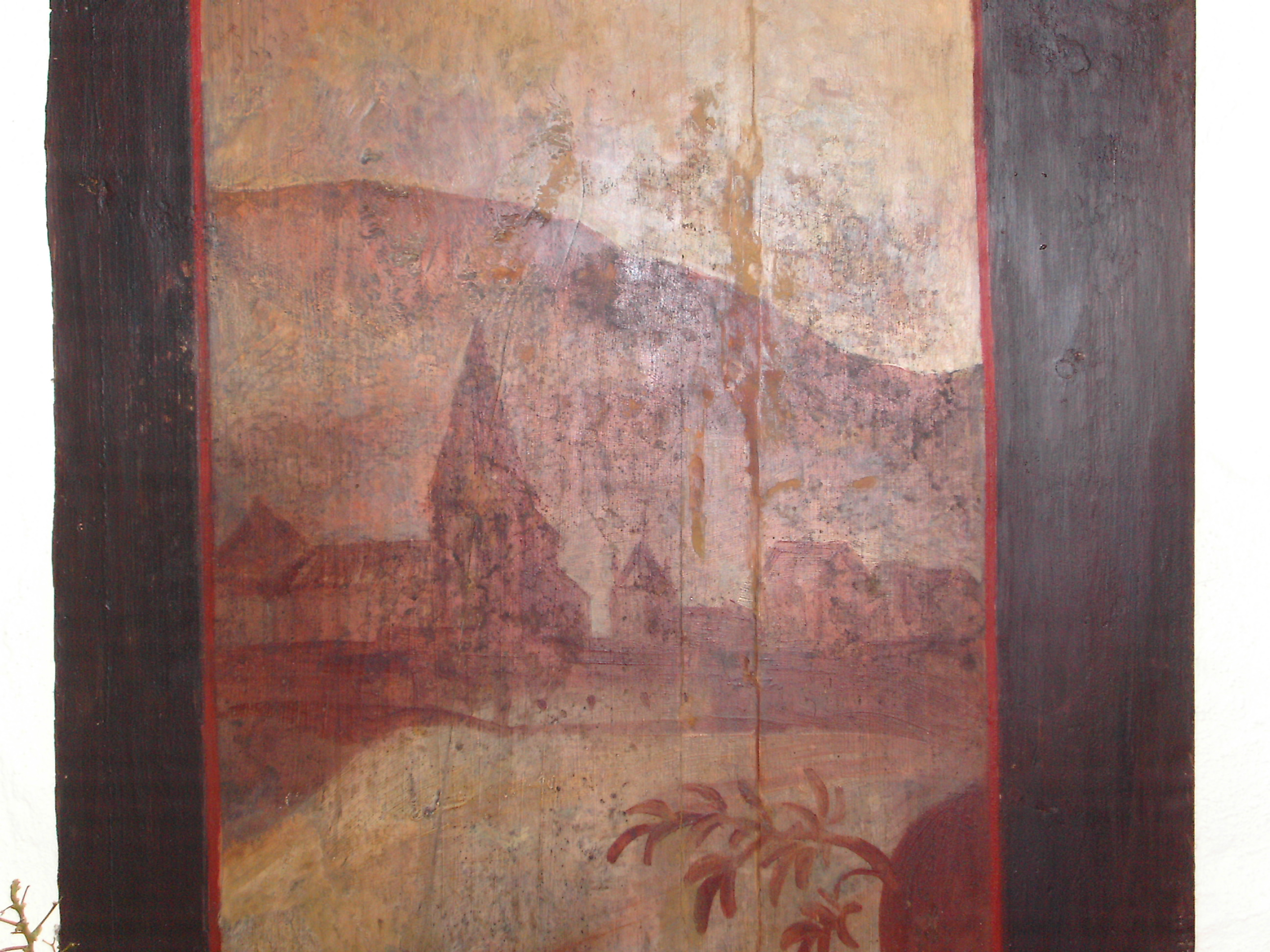
Grünstadt um 1680, stilisierte Darstellung auf Holz, in einem alten Haus der Stadt. Hinten der Grünstadter Berg, links die große Martinskirche, rechts die kleinere Peterskirche, vorn ein Stück Stadtmauer.

 Ab 1610 ließen die Grafen in Grünstadt Geldstücke prägen und richteten eine Münze ein.
In der Zeit des Dreißigjährigen Krieges blieb die Stadt von größeren Zerstörungen verschont, erneut wütete zwischen 1625 und 1629 jedoch die Pest. Viele Einwohner starben oder verließen die Gegend, in Grünstadt waren zeitweise spanische Soldaten einquartiert. 1673 konvertierte Graf Ludwig Eberhard von Leiningen zum katholischen Glauben und gewährte daraufhin den Katholiken Duldung in seiner Grafschaft. Er ließ die Kapuziner hierher kommen, die bald ein Kloster gründeten, aus dem die heutige katholische Pfarrkirche St. Peter und das zugehörige Klostergebäude hervorgingen. 1689, im Pfälzischen Erbfolgekrieg, brannten französische Soldaten die Stadt nieder, weshalb es hier nur sehr wenig vorbarocke Bausubstanzreste gibt. Erst 1698 führte man in Grünstadt und der übrigen Grafschaft die Reform zum Gregorianischen Kalender durch, die man bisher aus religiösen Motiven boykottiert hatte, da sie auf Papst Gregor XIII. zurückging.

### 1700 bis 1800
Da auch die Stammburgen Altleiningen und Neuleiningen ein Raub der Flammen wurden, siedelten sich die beiden gräflichen Linien ab 1700 in Grünstadt an, machten es zur gemeinsamen Residenz und regierten jährlich abwechselnd. Die Altleininger ließen den alten Glanderer Klosterhof (oder Lungenfelder Hof) bei der Martinskirche zur Schlossresidenz ausbauen, genannt „Schloss Unterhof“, die Neuleininger Linie errichtete sich unweit davon den prächtigen Barockbau „Schloss Oberhof“ (heute Stadtbücherei, Neugasse 2). Grünstadt blieb für ca. 100 Jahre die Hauptstadt der Grafschaft Leiningen-Westerburg.
Am 6. Juni 1717 weilte der gelehrte Wormser Weihbischof Johann Baptist Gegg in der Stadt, weihte die Kapuzinerkirche – mittlerweile als katholische Pfarrkirche St. Peter firmierend – und firmte 2000 Personen. Er übernachtete im Kapuzinerkloster und spendete am nächsten Tag die Firmung im nahen Neuleiningen, wo er ebenso einen Altar konsekrierte.

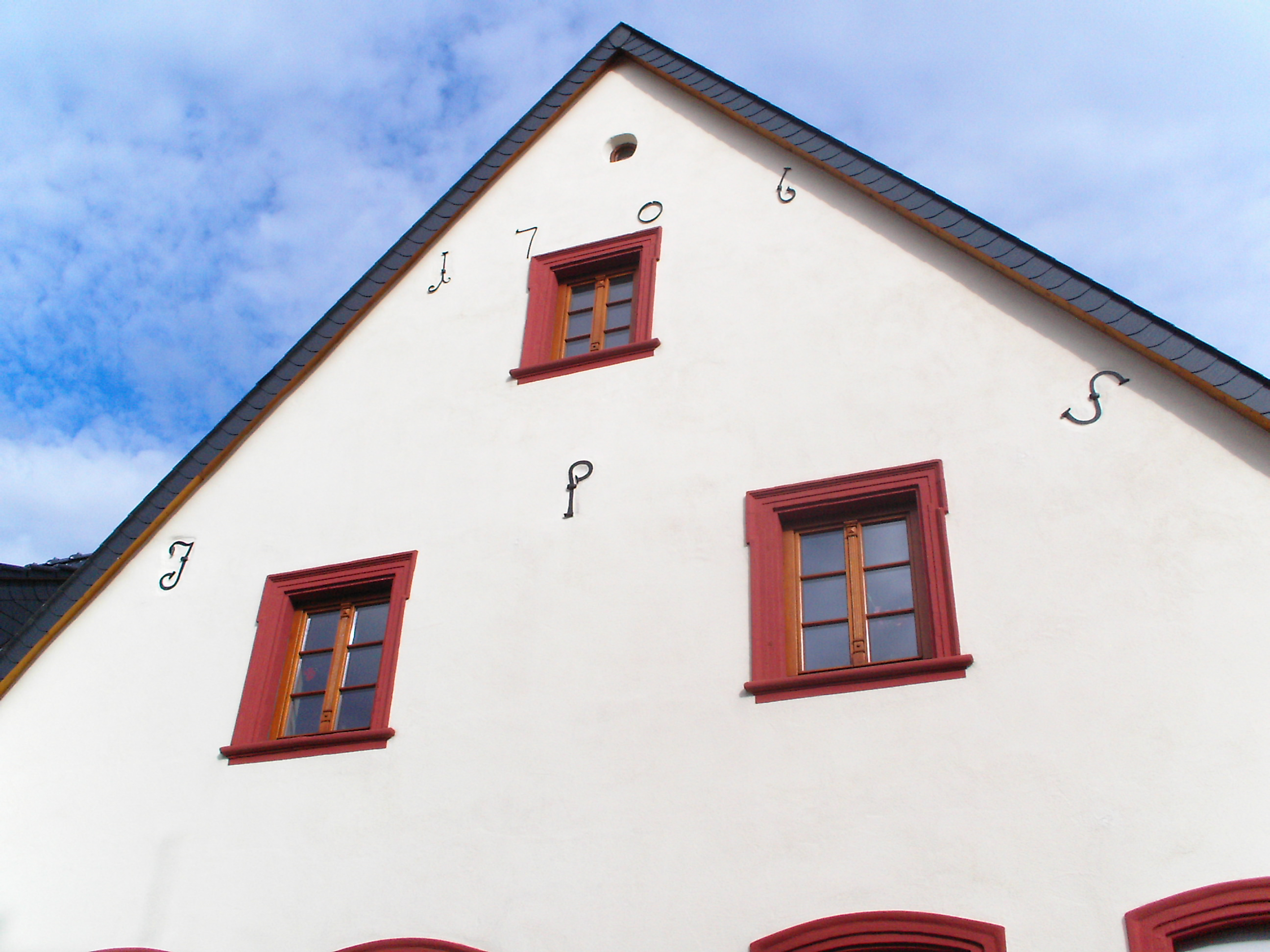
Barockhaus von Oberschultheiß Johann Peter Schwartz, mit seinen Initialen

1726 wurde der erste reformierte Gottesdienst in Grünstadt abgehalten. In der Folgezeit waren die Reformierten massiven Unterdrückungen ausgesetzt, die hauptsächlich von der lutherischen Geistlichkeit ausgingen. Sie durften keine eigene Kirche bauen und man verwehrte ihnen das Begräbnis ihrer Toten auf dem örtlichen Friedhof. Diese wurden in einer Scheune bestattet, in der sich auch die Gemeinde zum Gottesdienst traf. Besonders der reformierte Schultheiß und Gerbermeister Johann Peter Schwartz setzte sich als Sprecher der Gruppe gegen diese Behandlung zur Wehr. Er schrieb unter anderem an Fürstlichkeiten – beispielsweise an König Friedrich II. von Preußen – und erzwang schließlich die formelle Duldung in der Grafschaft. Unweit seines Wohnsitzes, Neugasse 46 – der bis in die Gegenwart seine Initialen „JPS“ trägt –, bauten sich die Reformierten am Platz ihrer alten Scheune 1740 ein eigenes Gotteshaus, die heutige Friedenskirche.
1729 gründete Graf Georg Hermann zu Leiningen-Westerburg-Altleiningen eine Lateinschule in Grünstadt, als Nachfolgerin der Höninger Klosterschule. Aus ihr entwickelte sich über ein Progymnasium das derzeitige „Leininger-Gymnasium“ der Stadt. Im Ersten Koalitionskrieg fanden zwischen 1793 und 1795 in der Umgebung von Grünstadt Kampfhandlungen statt; österreichische, französische und preußische Besatzung wechselten einander ab. 1794 bezog der spätere Feldmarschall Blücher als Oberst der preußischen Roten Husaren in der Stadt Quartier. Nach örtlicher Überlieferung ritt er mit seinem Pferd am heutigen „Alten Rathaus“ die damals noch vorhandene Freitreppe hinauf und hielt eine Ansprache an die Bevölkerung.

### 1800 bis 1900

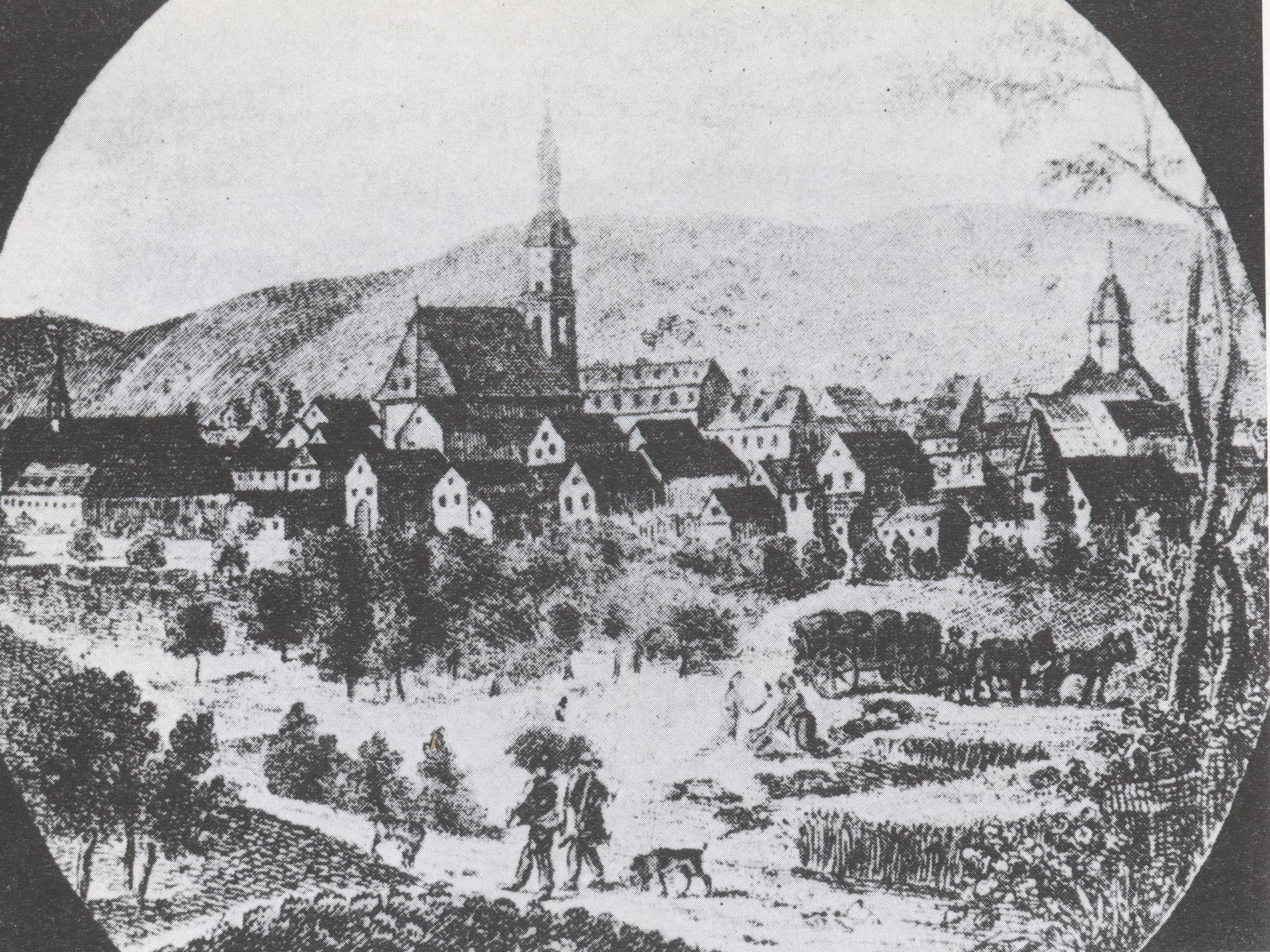
Grünstadt um 1800, zeitgenössischer Kupferstich

1797 kam Grünstadt im Frieden von Campo Formio – bestätigt durch den Vertrag von Lunéville (1801) – als Kantonsstadt als Teil der Französischen Republik (bis 1804) und anschließend des Napoleonischen Kaiserreichs zum Département du Mont-Tonnerre mit Regierungssitz in Mainz.
Der Grünstadter Johann Nepomuk van Recum (1753–1801), letzter Inhaber der Frankenthaler Porzellanmanufaktur, verlegte die Produktion 1801 in seine Heimatstadt und gründete hier die Steingutfabrik, die zum größten örtlichen Industriebetrieb expandierte, welcher bis 1980 bestand.
Nach dem Sturz Kaiser Napoleons fiel Grünstadt 1816 an das Königreich Bayern. Es blieb genau 130 Jahre bayerisch. Von 1818 bis 1862 gehörte die Stadt dem Landkommissariat Frankenthal an; aus diesem ging das Bezirksamt Frankenthal  hervor.
Am 14. Juni 1829 besuchten König Ludwig I. von Bayern und seine Gemahlin Königin Therese im Rahmen einer Pfalzreise die Stadt. Der König wohnte in der Kapuzinerkirche einem Hochamt bei und wurde von Pfarrer Bernhard Würschmitt feierlich begrüßt. Am 14. Juni 1849 – auf den Tag genau 20 Jahre später – ritt Prinz Wilhelm von Preußen, der nachmalige Kaiser Wilhelm I. bei der Verfolgung der revolutionären Freischärler von Kirchheimbolanden kommend mit seinem Stab durch die heutige Jakobstraße und die Hauptstraße. Am Stadthaus (heute altes Rathaus) hielten sie an und ein Offizier aus seinem Gefolge sprach von der Freitreppe zu den Bürgern über das Thema „Treue gegen Fürst und Vaterland“. Anschließend zog die Militärabteilung weiter nach Süden. 1873 erhielt Grünstadt an der Bahnlinie Pfälzische Nordbahn einen Eisenbahnanschluss mit eigenem Bahnhof. Von 1886 bis 1934 erschien in der Stadt die von Emil Sommer (1838–1904) gegründete Grünstadter Zeitung.

### 1900 bis heute

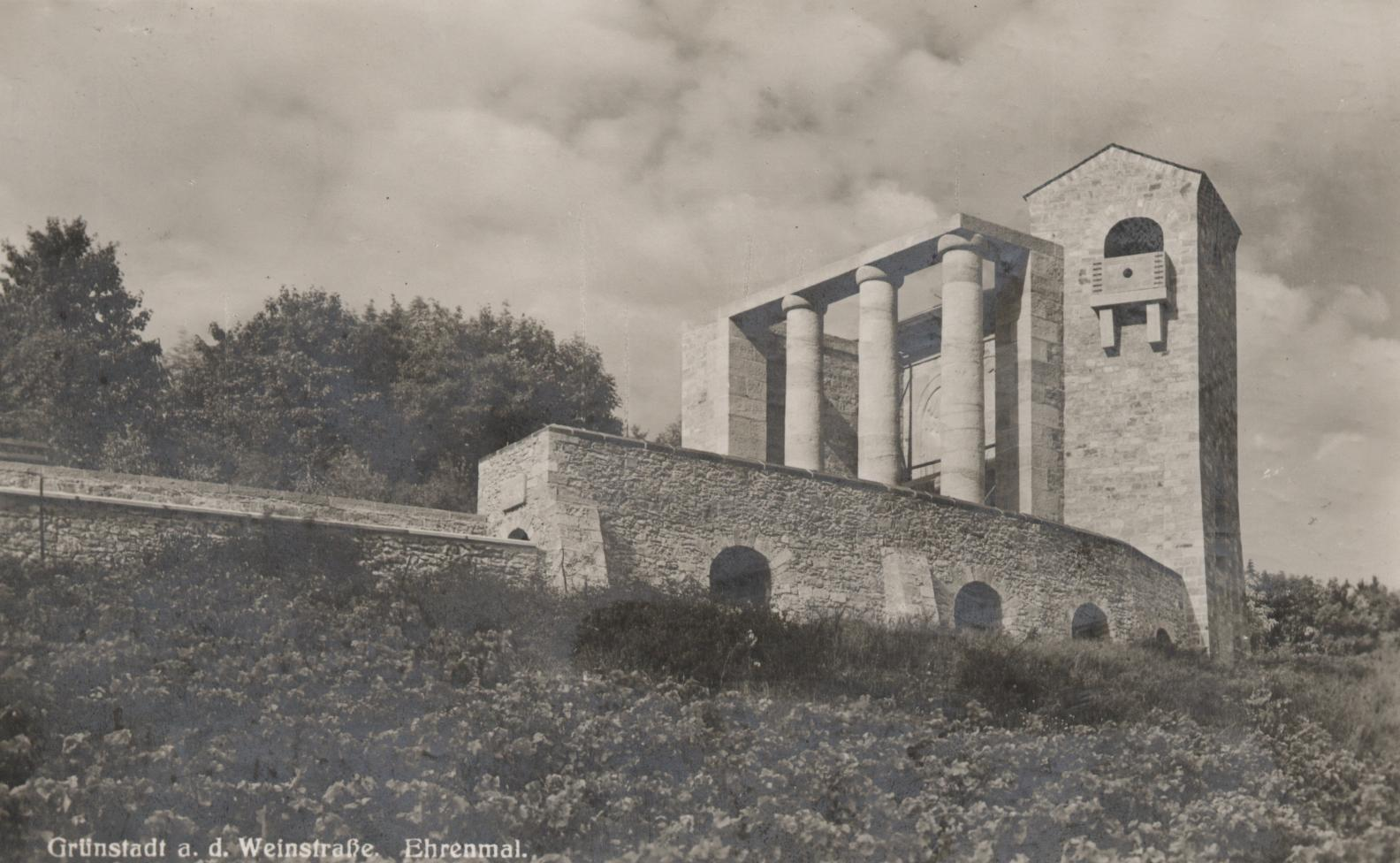
Kriegerehrenmal für die Gefallenen des Ersten Weltkrieges auf dem Grünstadter Berg

Durch den Ersten Weltkrieg von 1914 bis 1918 gab es 164 Tote aus Grünstadt, zu deren Gedenken man 1937 auf dem Grünstadter Berg ein tempelartiges Ehrenmal errichtete. Am 14. Juli 1928 wurde die alleinstehende 65-jährige Geschäftsfrau Anna Mehle bei ihrem Kolonialwarengeschäft Schillerplatz 7 ermordet, wobei 375 Mark geraubt wurden. Die Tat blieb unaufgeklärt, wenngleich der berühmte Kriminalist Professor Georg Popp zur Tatortaufnahme hierher kam. Fräulein Mehle war mit einem Beil brutal erschlagen worden.
Ab 1939 war Grünstadt Bestandteil des Landkreises Frankenthal (Pfalz). Im Zweiten Weltkrieg (1939 bis 1945) wurde Grünstadt wiederholt Ziel von Luftangriffen, denen u. a. die Martinskirche zum Opfer fiel. Durch die Kriegsereignisse fanden 360 Menschen den Tod; Soldaten und Zivilopfer der Bombardierungen. Am 20. März 1945 besetzten US-amerikanische Truppen das Stadtgebiet, französisches Militär folgte ihnen am 7. Juli 1945. Nach dem Krieg wurde die Stadt innerhalb der französischen Besatzungszone Teil des damals neu gebildeten Landes Rheinland-Pfalz.
Im Zuge der ersten rheinland-pfälzischen Verwaltungsreform wechselte Grünstadt am 7. Juni 1969 in den neu geschaffenen Landkreis Bad Dürkheim; gleichzeitig wurden die bis dahin selbstständigen Orte Asselheim und Sausenheim eingemeindet. Drei Jahre später wurde die Stadt Sitz der ebenfalls neu entstandenen Verbandsgemeinde Grünstadt-Land, der sie selbst jedoch nicht angehörte und seit 2018 der Verbandsgemeinde Leiningerland.

### Einwohnerentwicklung
| Grünstadt: Einwohnerzahlen von 2012 bis 2024 | Grünstadt: Einwohnerzahlen von 2012 bis 2024 | Grünstadt: Einwohnerzahlen von 2012 bis 2024 | Grünstadt: Einwohnerzahlen von 2012 bis 2024 | Grünstadt: Einwohnerzahlen von 2012 bis 2024 |
| -------------------------------------------- | -------------------------------------------- | -------------------------------------------- | -------------------------------------------- | -------------------------------------------- |
| Jahr                                         |                                              |                                              |                                              | Einwohner                                    |
| 2012                                         | 2012                                         |                                              | 12.853                                       | 12.853                                       |
| 2015                                         | 2015                                         |                                              | 13.213                                       | 13.213                                       |
| 2020                                         | 2020                                         |                                              | 13.652                                       | 13.652                                       |
| 2024                                         | 2024                                         |                                              | 14.419                                       | 14.419                                       |
| Quelle(n): statistik.rlp.de                  |                                              |                                              |                                              |                                              |

## Religion

### Konfessionsstatistik
2007 waren 44,4 % der Einwohner evangelisch und 25,5 % katholisch. Die übrigen 30 % gehörten einer anderen Glaubensgemeinschaft an oder waren konfessionslos. Laut der Volkszählung 2011 waren 42,9 % der Einwohner evangelisch, 24,4 % römisch-katholisch und 32,7 % waren konfessionslos, gehörten einer anderen Glaubensgemeinschaft an oder machten keine Angabe. Im April 2025 waren von den Einwohnern 29,9 % evangelisch und 18,1 % katholisch, 52,0 % waren konfessionslos oder gehörten einer anderen Glaubensgemeinschaft an. Der Anteil der Protestanten und Katholiken an der Gesamtbevölkerung ist demnach im beobachteten Zeitraum beträchtlich gesunken.

### Christentum
Bereits im neunten Jahrhundert existierte eine römisch-katholische Peterskirche, die im 17. und 18. Jahrhundert beschädigt und danach aufgegeben wurde. Bis 2015 waren bauliche Überreste vorhanden. Die protestantische Martinskirche prägt mit ihrem 60 Meter hohen Turm das Stadtbild.

### Judentum und Islam

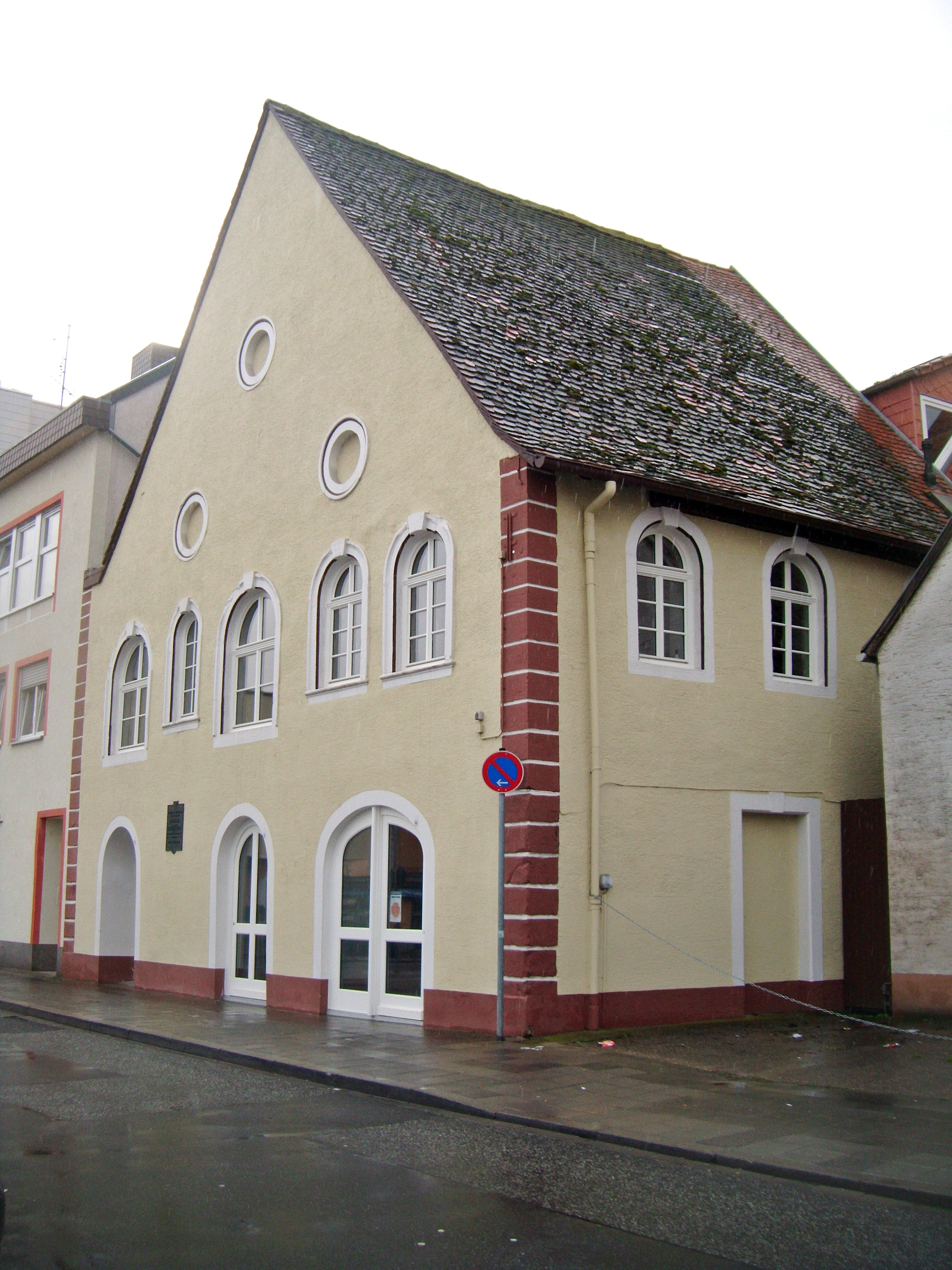
Ehemalige Synagoge Grünstadt

Grünstadt war eine der bedeutendsten jüdischen Gemeinden in der Pfalz. 1827 betrug der Anteil der jüdischen Einwohner über zehn Prozent. Vom frühen 17. Jahrhundert bis zur Auflösung, 1939, kann ihre Geschichte lückenlos nachvollzogen werden. Die Judenverfolgung der Naziherrschaft besiegelte ihr Schicksal. Durch Deportation im Zuge der Wagner-Bürckel-Aktion und Auswanderung hörte sie auf zu existieren. Erhalten blieben die barocke Synagoge und der jüdische Friedhof östlich der Stadt.
Der Vernichtung der jüdischen Gemeinde durch die Nazidiktatur sowie den Grünstadter Opfern der Reichskristallnacht wurde am 9. November 2007 in einer ökumenischen Gedenkfeier in Grünstadt gedacht. Bereits 1988 war an der ehemaligen Synagoge eine Gedenktafel angebracht worden, seit 2014 heißt der Platz davor offiziell „Synagogenplatz“.
Seit 1979 gibt es eine Moschee, die vom Verein Türkisch Islamische Kultur betrieben und unter dem Dachverband DITIB geführt wird.

## Politik

### Stadtrat
Der Stadtrat in Grünstadt besteht aus 28 ehrenamtlichen Ratsmitgliedern, die bei der Kommunalwahl am 9. Juni 2024 in einer personalisierten Verhältniswahl gewählt wurden, und dem hauptamtlichen Bürgermeister als Vorsitzendem.
Die Sitzverteilung im Stadtrat:
| Wahl | SPD | CDU | GRÜNE | FDP | FWG | Gesamt   |
| ---- | --- | --- | ----- | --- | --- | -------- |
| 2024 | 8   | 10  | 3     | 2   | 5   | 28 Sitze |
| 2019 | 9   | 9   | 4     | 2   | 4   | 28 Sitze |
| 2014 | 9   | 11  | 3     | 2   | 3   | 28 Sitze |
| 2009 | 8   | 10  | 2     | 2   | 6   | 28 Sitze |
| 2004 | 10  | 11  | 2     | 2   | 3   | 28 Sitze |

- FWG = Freie Wählergruppe Grünstadt e. V.

### Bürgermeister und Beigeordnete
Der seit 1953 hauptamtliche Bürgermeister wird seit 2001 in Direktwahl ermittelt.
Direkt gewählter Bürgermeister ist seit dem 1. Januar 2010 Klaus Wagner (CDU). Am 7. Mai 2017 wurde er mit einem Stimmenanteil von 52,3 % erneut gewählt. Davor hatte Hans Jäger von der SPD das Amt inne. Die Amtszeit des Bürgermeisters beträgt acht Jahre. Prominente Bürgermeister der Vergangenheit waren die Brüder Wilhelm (1806–1814) und Bernhard Bordollo (1825–1834), sowie Herbert Gustavus, der dieses Amt von 1973 bis 1992 versah.
Unterstützt wird der Bürgermeister von drei ehrenamtlich tätigen Beigeordneten, er bildet mit ihnen gemeinsam den Stadtvorstand der Stadtverwaltung Grünstadt.

### Wappen
Das im 19. Jahrhundert aufgrund der Fehlhypothese, Grünstadt sei auf die Farbe Grün zurückzuführen, eingeführte grüne Stadtwappen und die 1928 daraus abgeleiteten Stadtfarben „Grün-Weiß“ entbehren der geschichtlichen Grundlage.
| Wappen von Grünstadt | Blasonierung: „In Grün ein rotbewehrter silberner Adler, bewinkelt von vier gleichschenkligen goldenen Kreuzchen.“                |
| Wappen von Grünstadt | Wappenbegründung: Es wurde 1890 vom bayerischen Prinzregenten Luitpold genehmigt und geht zurück auf ein Gerichtssiegel von 1456. |

### Städtepartnerschaften
Grünstadt hat eine Städtepartnerschaft mit Hermsdorf (Thüringen). Der Ortsteil Asselheim hat einen Freundschaftsvertrag mit der niedersächsischen Stadt Peine. Weiterhin bestehen Partnerschaften zu den Städten Greenville (Ohio, USA), Carrières-sur-Seine (Frankreich), Bonita Springs (Florida, USA) und Westerburg.

## Kultur und Sehenswürdigkeiten

### Kulturdenkmäler

Impressionen
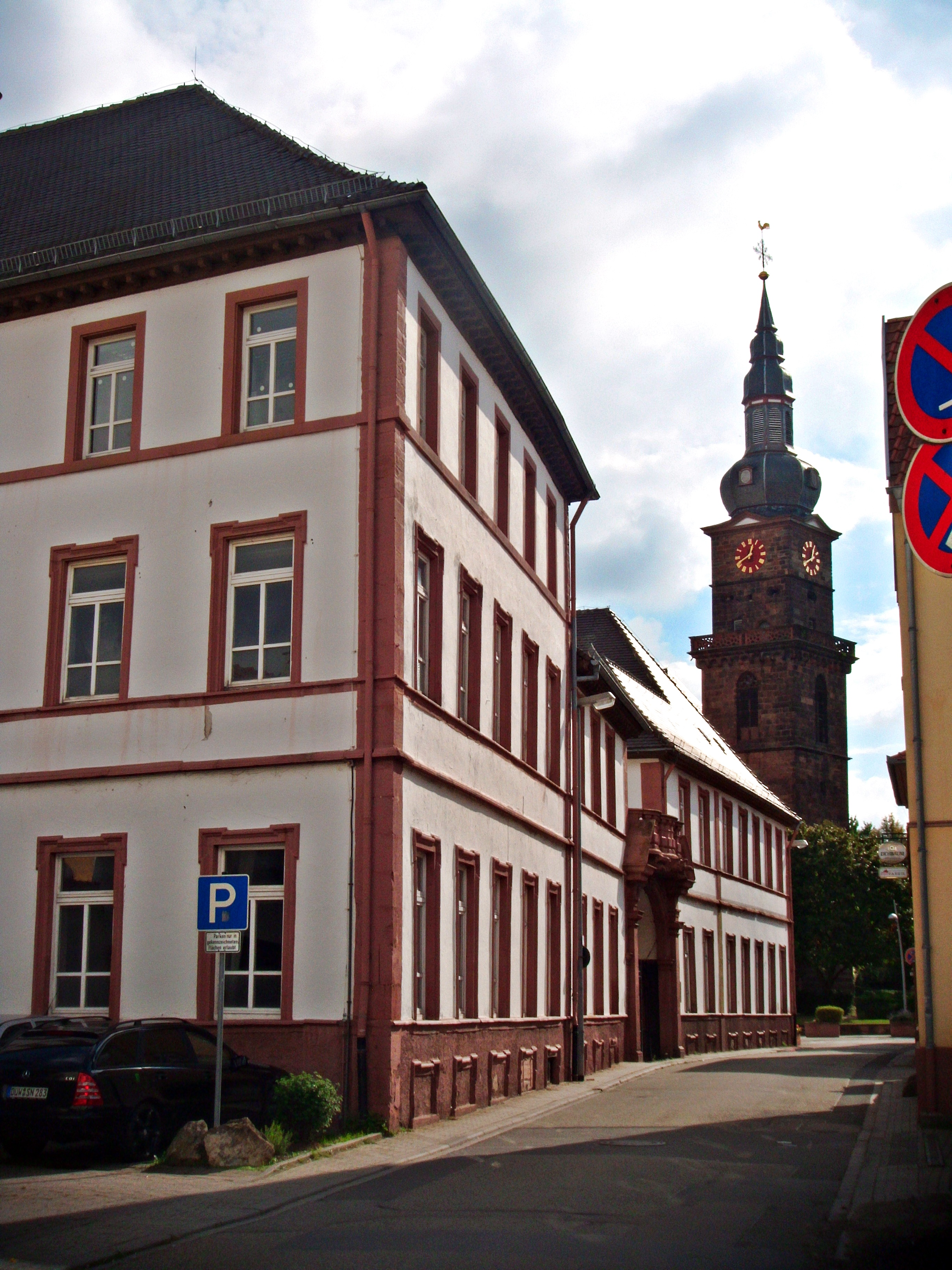
Leininger Oberhof und Martinskirche
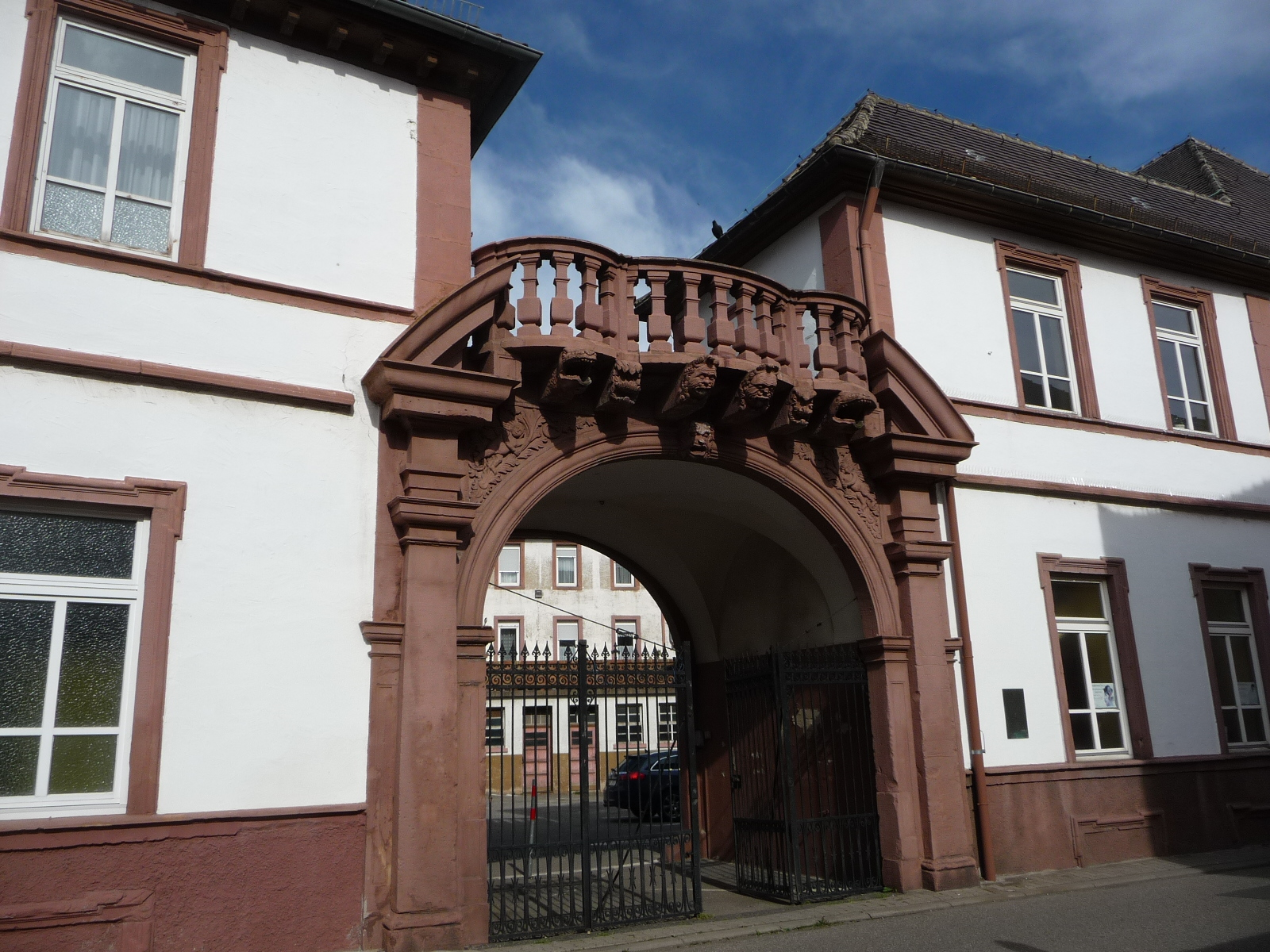
Leininger Oberhof
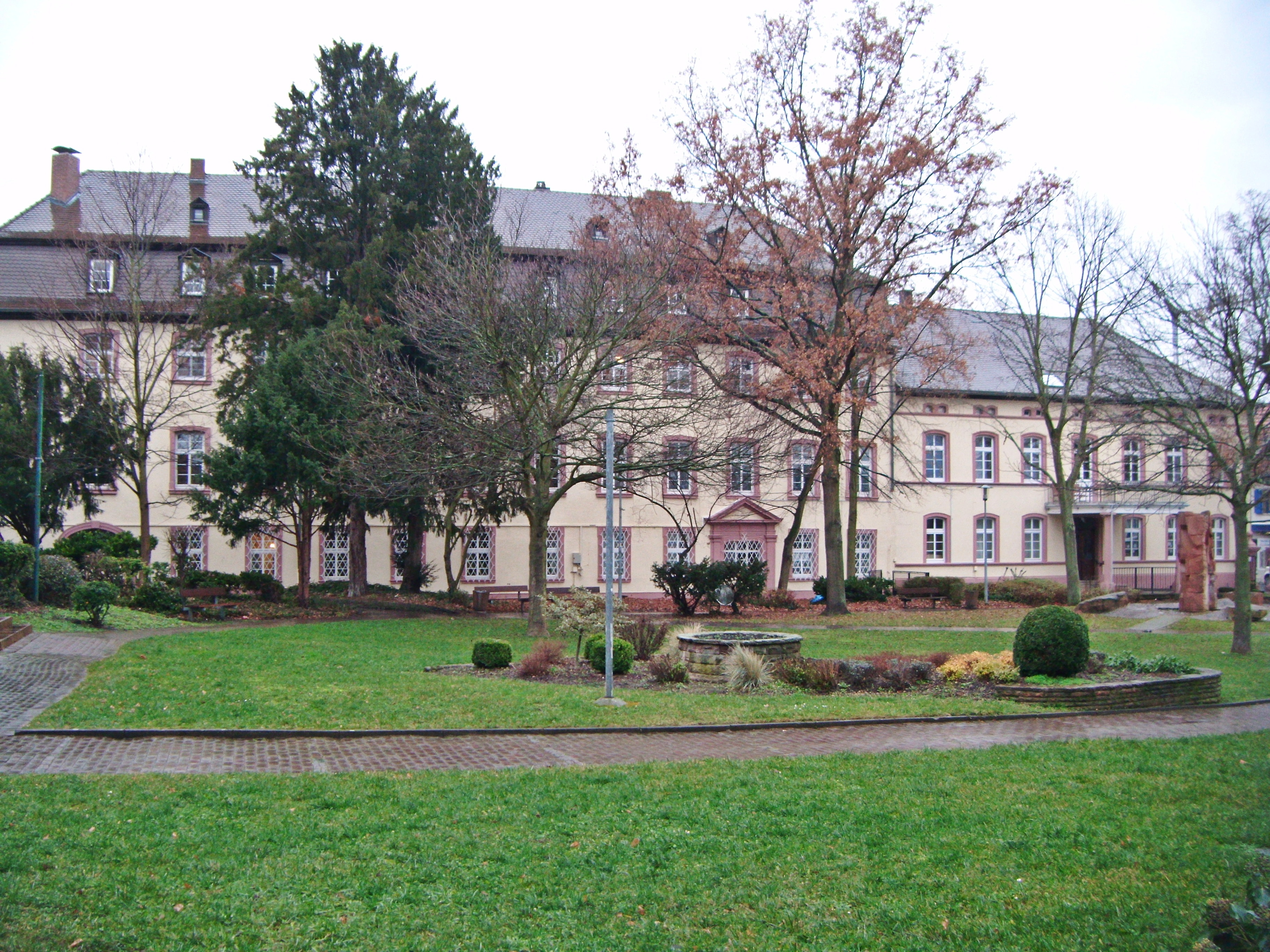
Leininger Unterhof
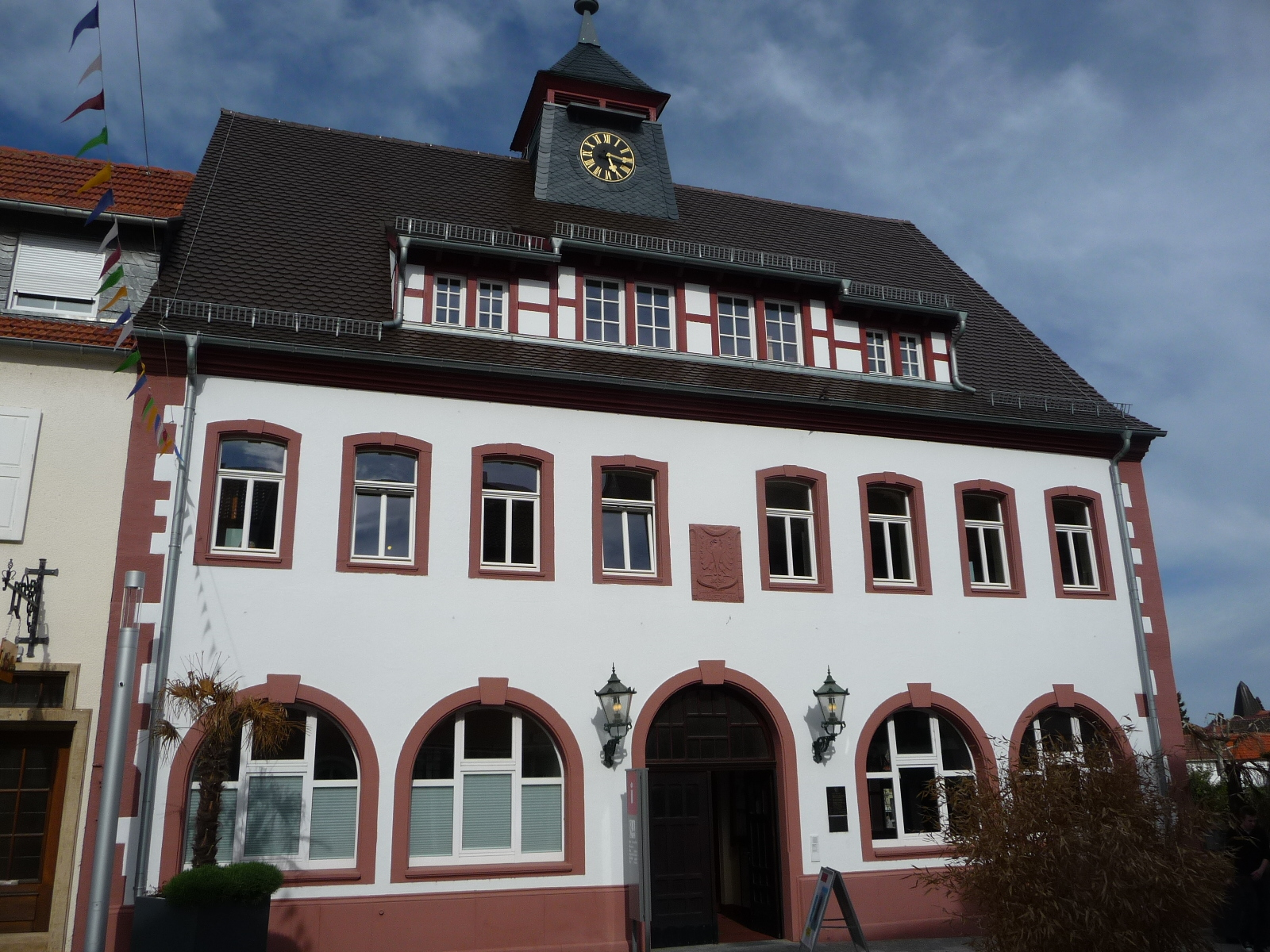
Altes Rathaus
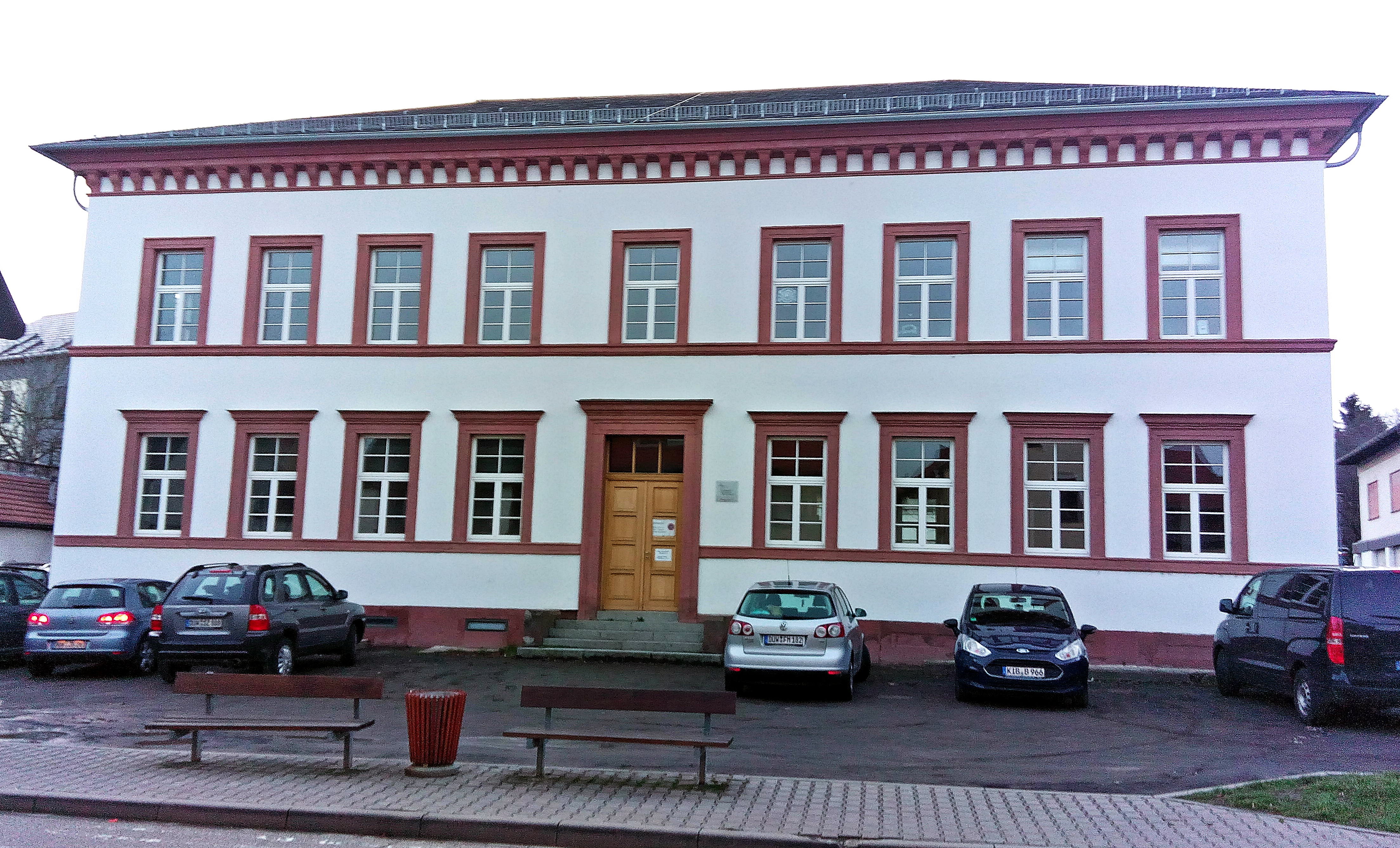
Alte Lateinschule
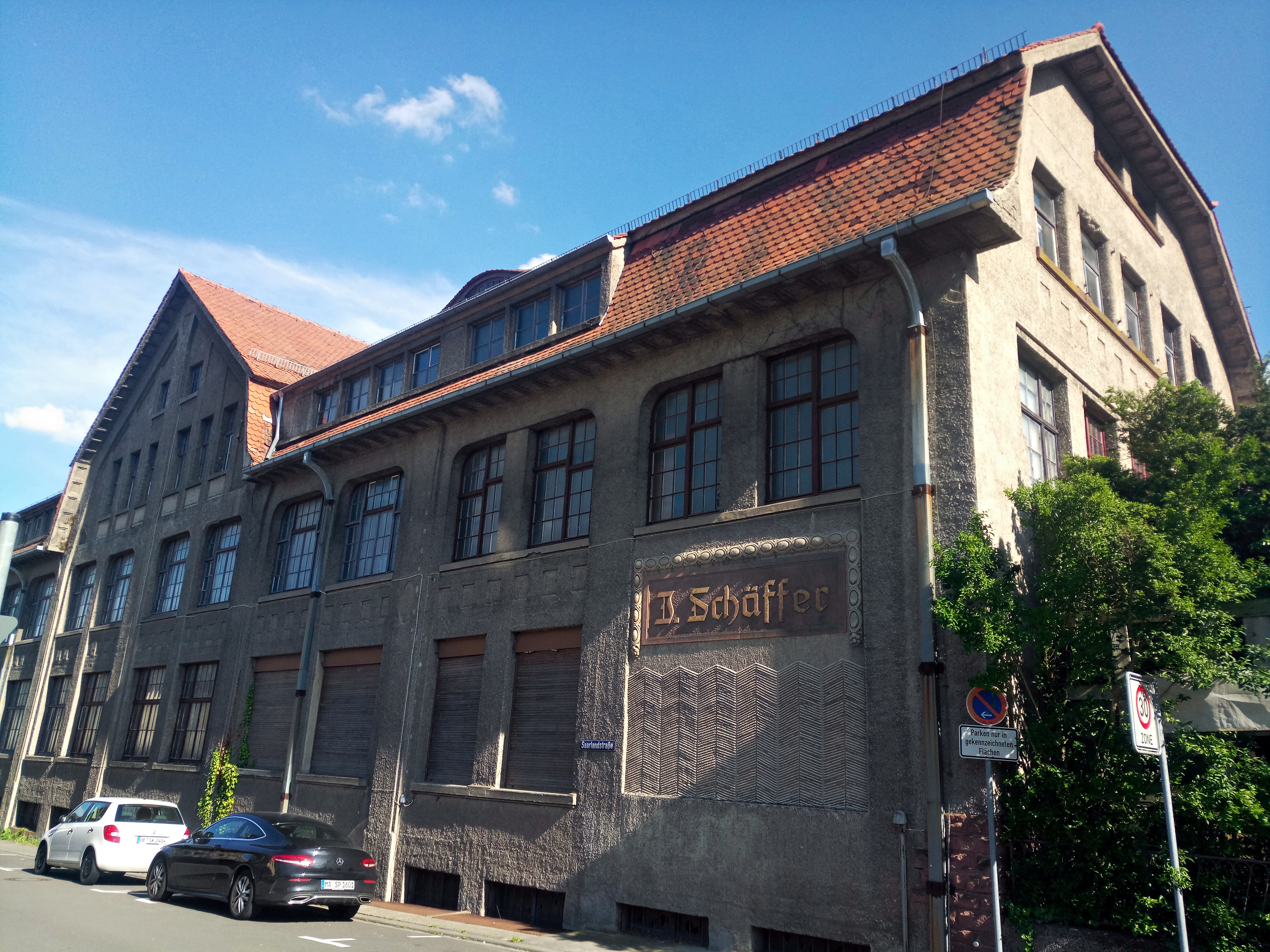
Ehem. Gesangbuchfabrik Schäffer, Jugendstilbau

Die Berggasse, die Bitzenstraße, der christliche Friedhof, die Kirchheimer Straße, der Siedlungskern, der Peterspark, der Stadtpark und der jüdische Friedhof sind jeweils als Denkmalzonen ausgewiesen.
Hinzu kommen zahlreiche Einzelobjekte, die unter Denkmalschutz stehen, darunter der Leininger Oberhof, der Leininger Unterhof und die Martinskirche.

### Natur

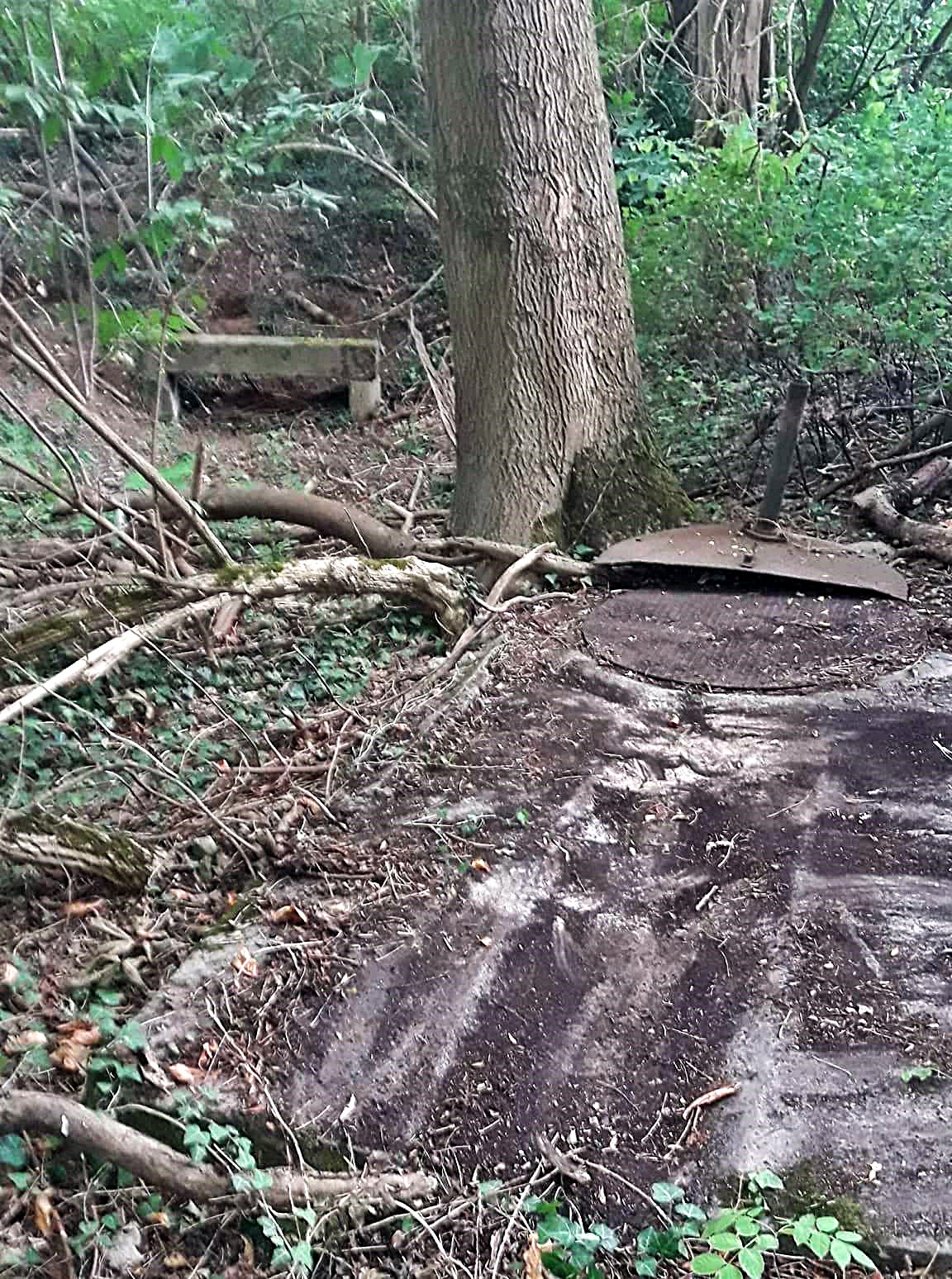
Naturdenkmal Sautränke

Im Nordwesten des Stadtgebiets befindet sich das Haardtrand - Im hohen Rech. Zudem befinden sich in Grünstadt insgesamt 17 Naturdenkmale, darunter die Sautränke. Oberhalb von Sausenheim existiert außerdem eine Kliffformation mit der für hiesige Verhältnisse relativ großen Fuchshöhle.

### Vereine
Vor Ort existieren unter anderem der Altertumsverein Grünstadt, der Schwimmverein SC Delphin Grünstadt und der Gewichtheberverein KSV Grünstadt, der in der Saison 2018/19 in der 1. Bundesliga antrat.

### Freizeitanlage
Im August 2017 wurde in Grünstadt eine von insgesamt 19 alla hopp!-Anlagen eröffnet. Die Anlage wurde als Bewegungs- und Begegnungsstätte für jedes Alter erbaut. Sie befindet sich zwischen dem Bahnhof Grünstadt und der Straße In der Haarschnur.

### Regelmäßige Veranstaltungen
Stabausstecken – In Grünstadt hat sich die Tradition des Stabausstecken gehalten bzw. wurde wiederbelebt. Der Stabausumzug mit anschließender Winterverbrennung findet in Grünstadt traditionell Anfang März statt.
Weinwettstreit – Jedes Jahr im Juli findet ein Weinwettstreit auf dem Luitpoldplatz statt, bei dem verschiedene Anbieter aus der Region ihre Weine verkaufen.
Weinbergswanderung – Jedes Jahr im Juni findet die Weinbergswanderung Höllenpfad in Grünstadt-Sausenheim statt, eine öffentliche Wanderung durch die Weinlagen von Grünstadt. Auf einem Rundweg sind in den Weinbergen zehn Stationen aufgebaut, an denen Weine und Speisen verkauft werden.
Grünstadter Sternstunden – Eine ambitionierte Konzertreihe richtet seit der seit 1949 bestehenden Kulturverein Grünstadt u. Umgebung e. V. aus mit Konzerten von Klassik über Folk bis Jazz und z. B. Live-Stummfilmvertonungen.

## Wirtschaft und Infrastruktur

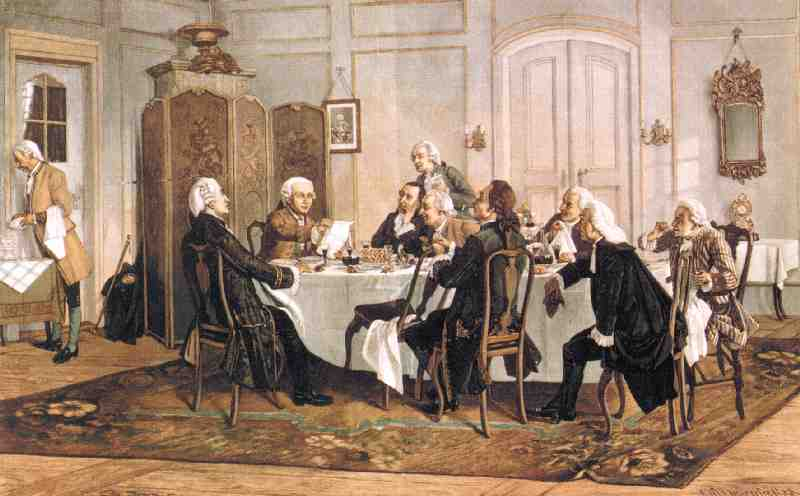
Kant und seine Tischgenossen von Emil Doerstling. Dort wurde Grünstadter Wein getrunken. Johann Conrad Jacobi ganz links am Tisch, mit schwarzem Rock und weißen Haaren; rechts daneben Immanuel Kant, einen Brief vorlesend.

### Wirtschaftszweige
Von Alters her spielt der Weinbau eine bedeutende Rolle in Grünstadt. Interessant ist diesbezüglich auch die Anmerkung des Gelehrten Friedrich Christian Matthiä (1763–1822), ehemals Gymnasialdirektor in Grünstadt, in einem Brief vom 20. Januar 1821 an seinen Bruder August, dass der Philosoph Immanuel Kant den ihn inspirierenden Wein stets aus Grünstadt bezogen habe. Dieses Getränk dürfte ihm im fernen Königsberg vermutlich sein aus einer hiesigen Wirts- und Weinhändlerfamilie stammender Freund Johann Conrad Jacobi besorgt haben. Vor Ort befinden sich die Einzellagen Bergel (15,5 ha), Röth (38,0 ha) und Schloß(8,9 ha). Alle Einzellagen gehören zur Großlage Höllenpfad im Weinanbaugebiet Pfalz.
Als wirtschaftliches Rückgrat in Grünstadt kann man die Vielfältigkeit der zahlreichen mittelständischen Betriebe bezeichnen. Sie haben sich überwiegend im knapp 100 Hektar großen Gewerbegebiet direkt an der Autobahn angesiedelt. Neben einigen Produktionsstätten – unter anderem Flaschenverschluss-Technik – und Handwerksbetrieben ist ebenso der Handel mit Großmärkten vertreten.

### Verkehr

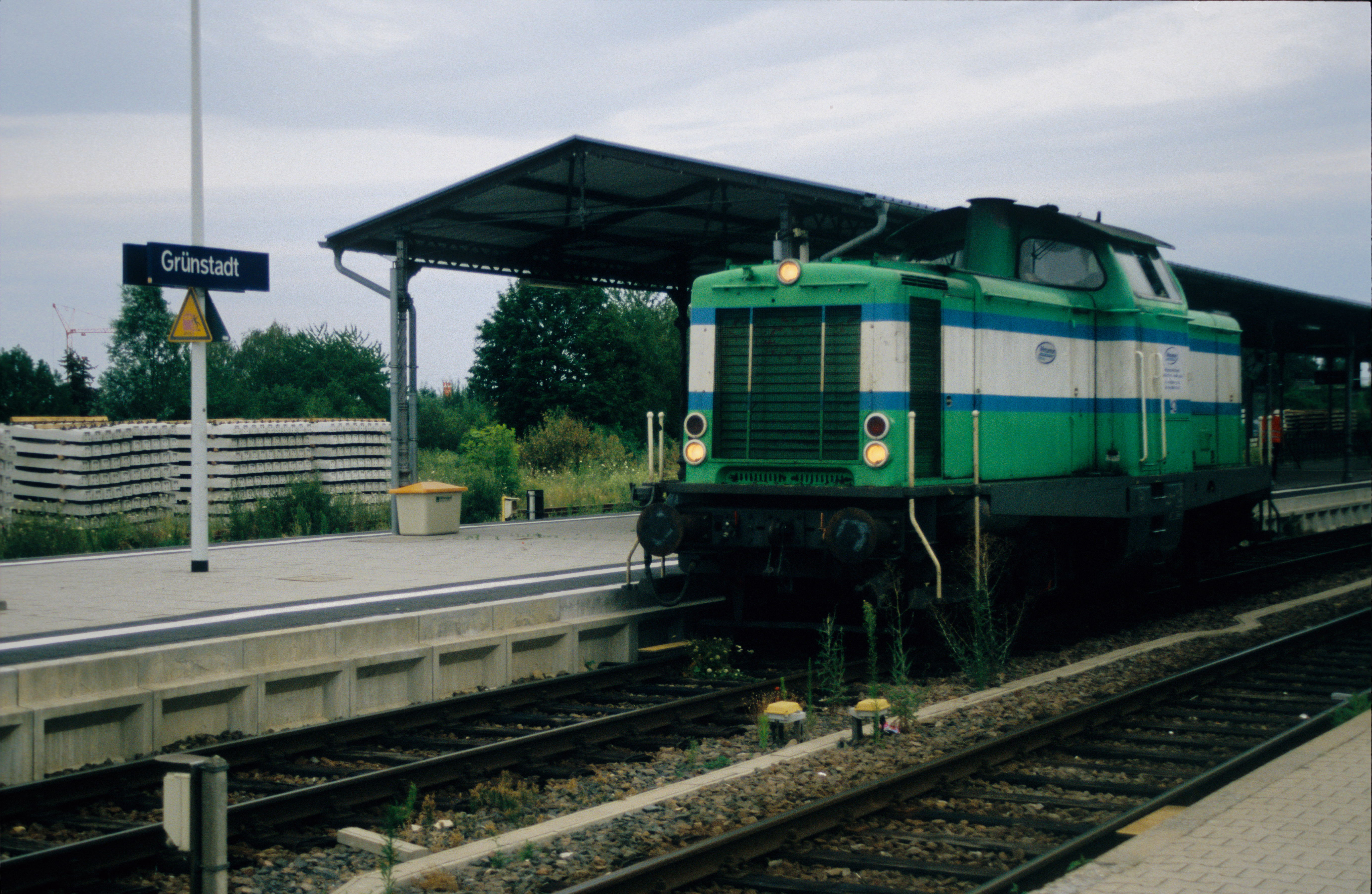
Lok 42 der Wincanton Rail im Grünstadter Bahnhof (Juli 2007)

Über die Bundesautobahn 6 (Saarbrücken–Mannheim) ist Grünstadt an das überregionale Straßennetz nicht nur in Deutschland, sondern auch an die (im deutschen Teil mit der A 6 identische) Europastraße 50 angebunden, die von Brest am Atlantik über Paris, Prag und Donezk ins russische Machatschkala am Kaspischen Meer führt.
Der Bahnhof Grünstadt ist zudem ein Eisenbahnknotenpunkt. Die Pfälzische Nordbahn zwischen Neustadt an der Weinstraße und Monsheim wurde 1873 auf voller Länge eröffnet. Drei Jahre später folgte die Eistalbahn, die zunächst bis nach Eisenberg und ab 1932 weiter bis Enkenbach führte; sie bindet außerdem den Stadtteil Asselheim an. 1976 folgte die Einstellung des Personenverkehrs, der im Zeitraum von 1994 bis 2001 nach Ramsen (Pfalz) beziehungsweise bis zum Eiswoog reaktiviert wurde. Inzwischen eingestellt wurde der Personenverkehr auf der 1900 bis nach Grünstadt durchgebundenen Strecke aus Worms; bis Neuoffstein findet gelegentlich Güterverkehr statt. Die 1903 eröffnete Bahnstrecke Grünstadt–Altleiningen, die zusätzlich den Stadtteil Sausenheim passiert, büßte die Personenbeförderung 1967 ein; der Güterverkehr hielt sich dort bis Ende 2005.

### Behörden
Neben seiner eigenen Stadtverwaltung beherbergt Grünstadt die Verwaltung der Verbandsgemeinde Leiningerland, auch wenn die Stadt selbst verbandsfrei ist und nicht zur Verbandsgemeinde gehört.

### Gerichte
Grünstadt verfügt über ein Amtsgericht, das zum Landgerichtsbezirk Frankenthal (Pfalz) und zum OLG-Bezirk Zweibrücken gehört.

### Krankenhaus

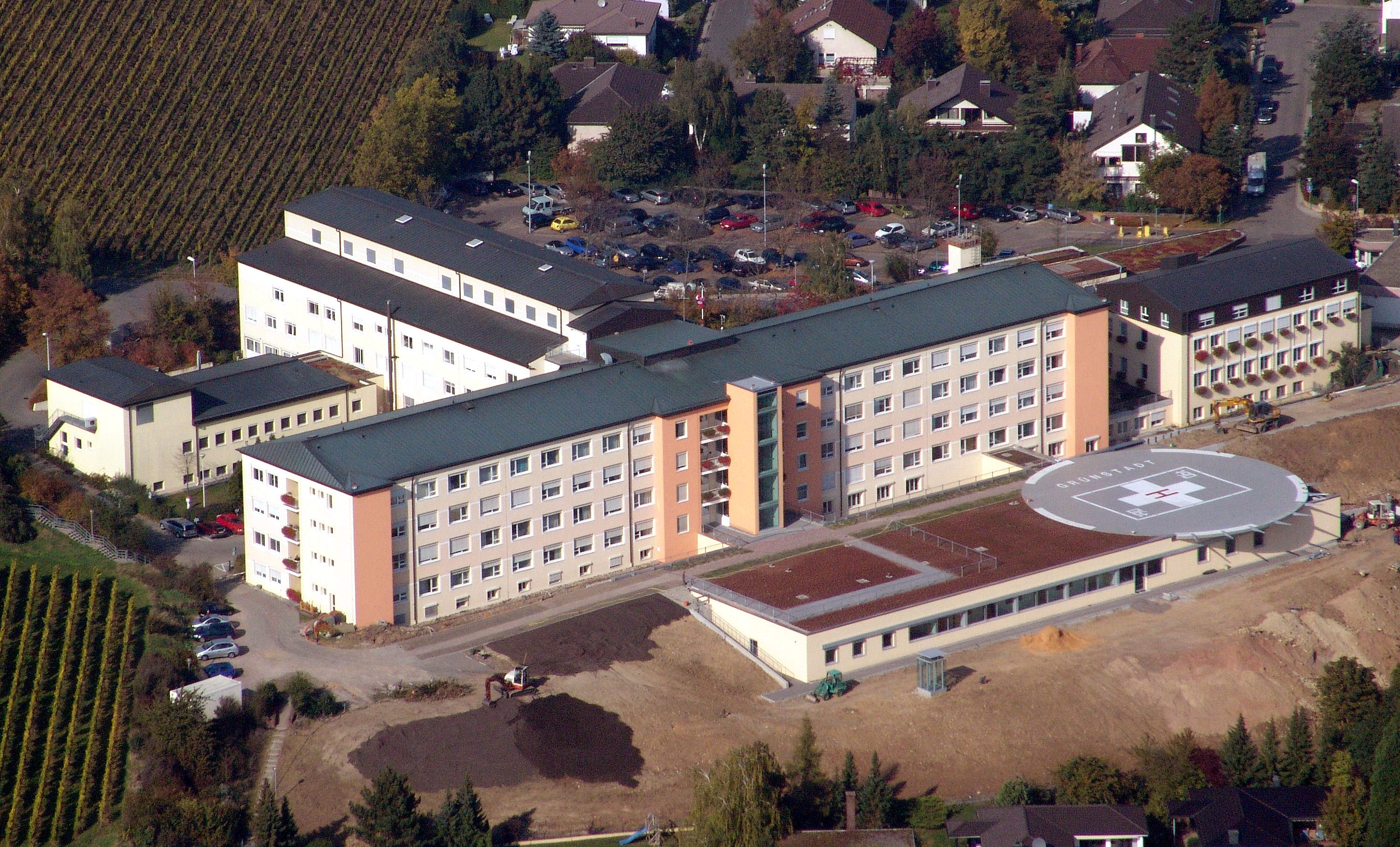
Kreiskrankenhaus Grünstadt

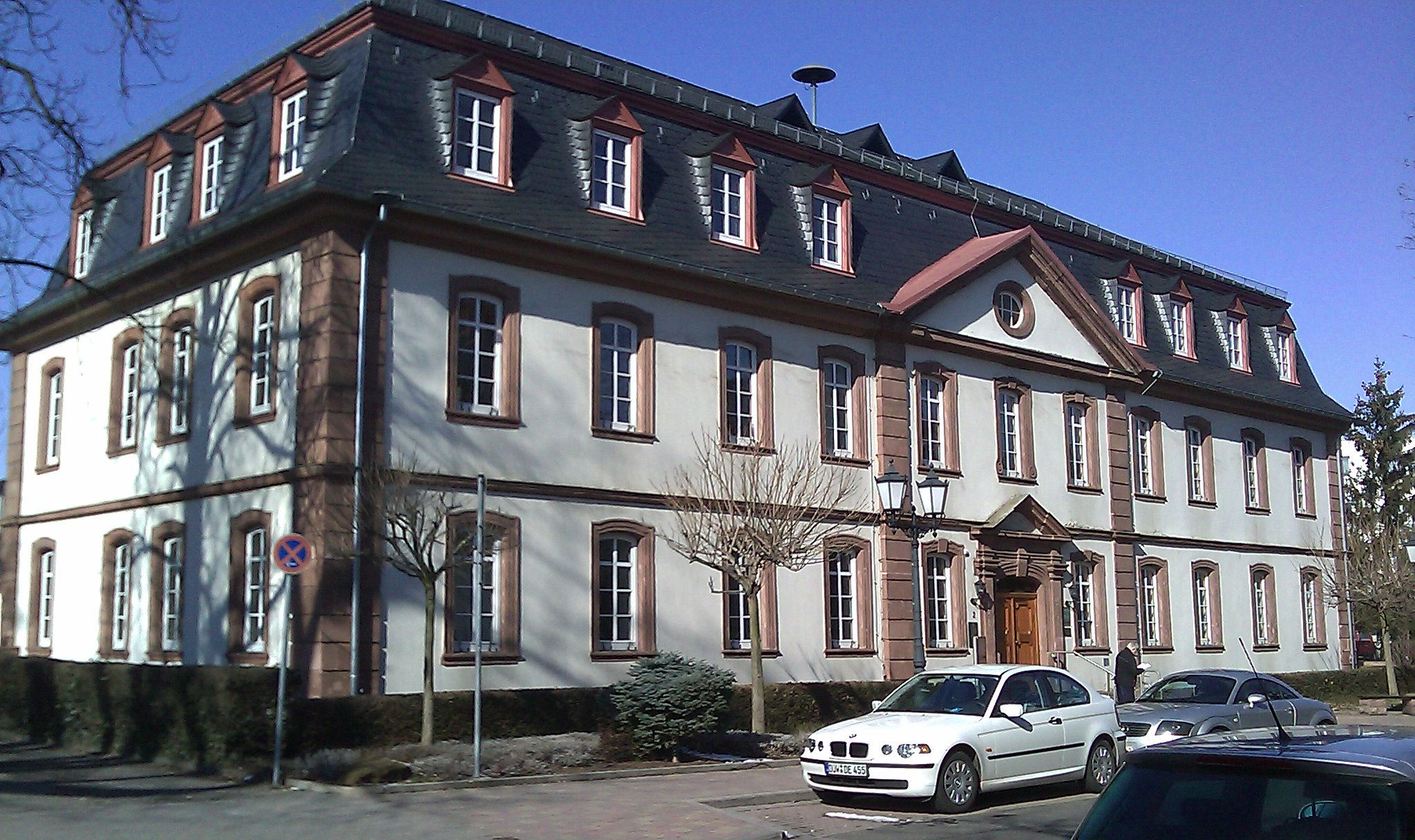
Ehem. gräfliches Waisenhaus, 1890 bis 1934 Distriktkrankenhaus, jetzt Rathaus

Das Kreiskrankenhaus Grünstadt ist ein kommunales Krankenhaus der Grundversorgung mit den Hauptabteilungen Innere Medizin, Chirurgie, Gynäkologie / Geburtshilfe, Anästhesie / Intensivmedizin / Schmerztherapie und der Belegabteilung HNO. Der Abteilung für Innere Medizin ist eine geriatrische Tagesklinik für medizinische Rehabilitation angegliedert. Eigentümer und Krankenhausträger ist der Landkreis Bad Dürkheim.
Bis in das Jahr 1890 zurück geht die Krankenhausgeschichte in Grünstadt. Das damalige Distrikt- und spätere Bezirkskrankenhaus im Kreuzerweg — heute das Rathaus — musste jedoch schon 1934 aus finanziellen Gründen schließen. Kurz nach der Währungsreform in Deutschland war es 1951 der Chirurg Heinrich Pabst, der im Grünstädter Westring ein privates Krankenhaus eröffnete. Das Bergkrankenhaus hatte 42 Betten und den Status einer allgemeinen Krankenstation. Schon damals hatte der Standort Grünstadt einen guten Namen für Bauch- und Unfallchirurgie. Mit der Eröffnung des Kreiskrankenhauses Grünstadt schloss das Bergkrankenhaus seine Pforten. Das Kreiskrankenhaus Grünstadt, damals in Trägerschaft des früheren Landkreises Frankenthal, ging am 1. Januar 1967 in Betrieb. Mit der Gebietsreform im Jahr 1969 und der Auflösung des Landkreises Frankenthal ging das Krankenhaus in das Eigentum des heutigen Landkreises Bad Dürkheim über.
Im Oktober 2007 wurde die neue OP-Abteilung mit vier Operationssälen und einer angegliederten Zentralsterilisation zur Aufbereitung von Operationsinstrumentarium in einem neuen Anbau an das bestehende Krankenhausgebäude in Betrieb genommen. Im Rahmen dieses Bauabschnitts wurden auch ein neuer Hubschrauberlandeplatz auf dem Dach des neuen OP-Gebäudes geschaffen. In der im August 2008 eröffneten Intensivstation können in 5 Zimmern bis zu 8 Patienten intensivmedizinisch behandelt werden.

### Bildung
In der Kernstadt (Dekan-Ernst-Schule) sowie in den Stadtteilen Asselheim (Theodor-Heuss-Schule) und Sausenheim (Schule am Ritterstein) befinden sich je eine Grundschule. Hinzu kommt außerdem eine Gesamtschule; die früher eine Realschule sowie eine Hauptschule darstellte. Darüber hinaus existiert das traditionsreiche Leininger-Gymnasium, dessen Wurzeln auf der Höninger Lateinschule beruhen. Die Käthe-Kollwitz-Schule stellt eine Schule für Lernbehinderte dar. Die Hans-Zulliger-Schule widmet sich dem Förderschwerpunkt „ganzheitliche Entwicklung“. Grünstadt verfügt zudem über eine Volkshochschule, die eine Außenstelle der Kreisvolkshochschule Bad Dürkheim darstellt.

## Persönlichkeiten
Zu Ehrenbürgern der Stadt wurden unter anderem der Maler und Bildhauer Karl Unverzagt 1985 sowie der langjährige Bürgermeister Herbert Gustavus 2014 ernannt.
Erster historisch verbürgter Sohn ist der im Spätmittelalter lebende Geistliche Peter von Grünstadt. Vor allem ab dem 18. Jahrhundert wuchs die Zahl bekannter gebürtiger Grünstadter deutlich an, darunter die Barockmaler-Brüder Johann Ludwig, Johann Conrad und Georg Christian Seekatz sowie der Feldmarschallleutnant August Georg zu Leiningen-Westerburg-Neuleiningen. Im 19. Jahrhundert folgten der Jurist und Maler Philipp Umbscheiden, der Franziskanerpater Franz Vogel, der Ludwigshafener Polizeichef Gustav Hatzfeld und der Tropenmediziner Karl Rösener. Im 20. Jahrhundert wurden in Grünstadt der Maler Werner Holz, der Bildhauer Martin Schöneich, der Fußballspieler Marco Haber und der Schauspieler Nils Brunkhorst geboren.

## Literatur

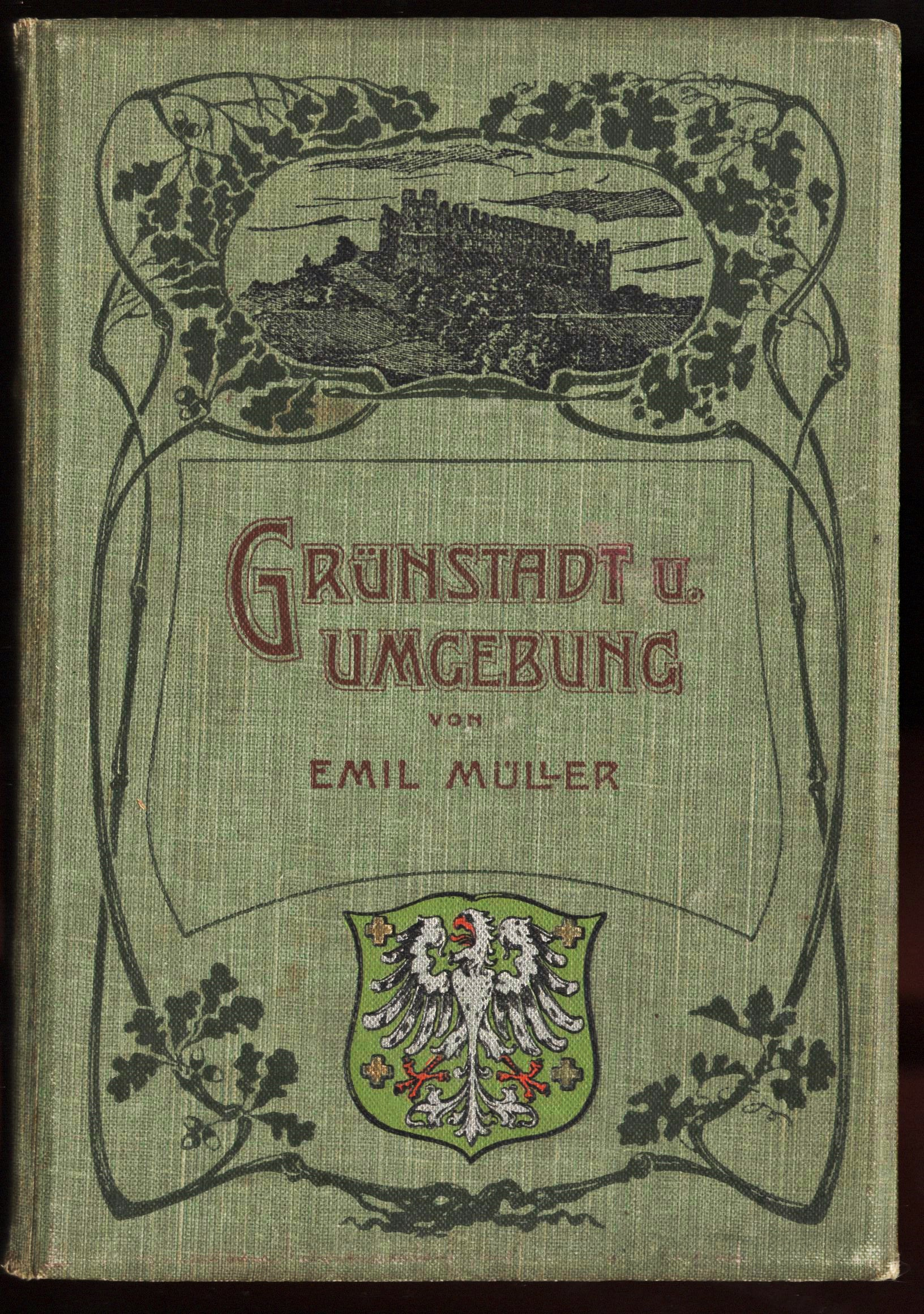
Erstes Buch zur Grünstadter Heimatgeschichte, Emil Müller, 1904